# Валару звичайний
Кенгуру східний, або "звичайний валару" (Osphranter robustus) — вид ссавців з роду кенгуру (Macropus), представник родини Кенгурових (Macropodidae). Розрізняють 4 сучасні підвиди.

## Опис

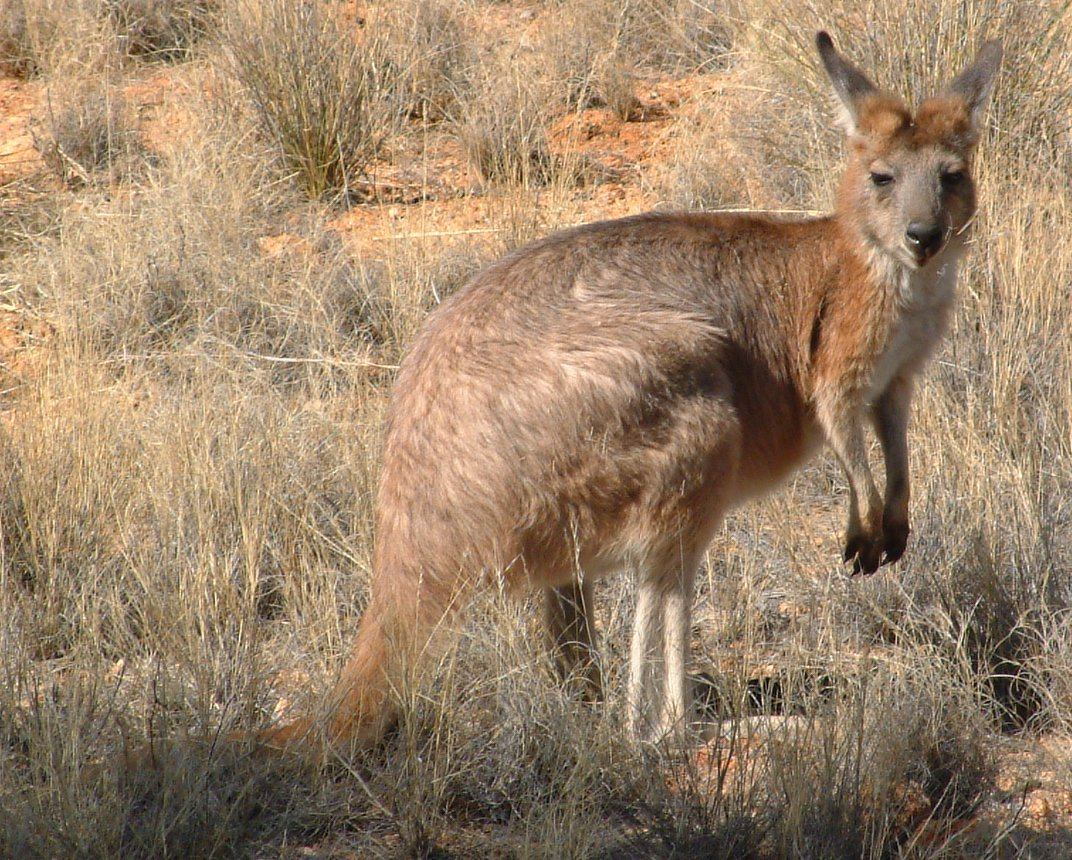

Зріст тварини становить 134–220 см, довжина тулуба: 75–140 см, довжина хвоста: 60–90 см, вага: до 36 кг. Шерсть груба бурувато-чорного кольору. Короткі приземисті задні лапи, могутні плечі, майже без хутра лише носові ділянки.

## Спосіб життя
Полюбляє гірські місцини. Звичайні валару активні вночі. Харчуються травою, листям та корінням. Вдень відпочивають у печерах, тріщинах у скелях, іноді риють нори. Подовгу можуть жити без води. Для вдоволення спраги здирають кору з молодих дерев й злизують сік.
Валару не стадні тварини. Здебільшого вони живуть поодиноко. Вагітність триває до 32 днів. Народжується одне кенгуреня, яке живе у торбі матері 8-9 місяців.
Ці тварини погана приручаються. Тривалість життя звичайних валару — до 20 років. 2n=16.

## Розповсюдження
Звичайні валару мешкають майже по всій Австралії, окрім деяких південних районів.

## Підвиди
вид Macropus robustus
- підвид †Macropus robustus altus (Owen 1874)
- підвид Macropus robustus erubescens (Sclater, 1870)
- підвид Macropus robustus isabellinus (Gould, 1842)
- підвид Macropus robustus robustus (Gould, 1840)
- підвид Macropus robustus woodwardi (Thomas, 1901)

## див. також
- Валабі